# Смикавець їстівний
См́икавець їстівн́ий, також земляний мигдаль, тигровий горіх, чуфа́ (лат. Cyperus esculentus) — багаторічна трав'яниста рослина родини осокових.
Природним середовищем зростання смикавця їстівного є Північна півкуля від субтропіків до помірного клімату. Батьківщиною є Середземномор'я та Північна Африка

## Історія
Існує припущення, земляний горіх складав основу раціону австралопітеків Бойса, які жили приблизно 2 млн років тому. Рослина культивувалась населенням Стародавнього Єгипту, де мала важливе харчове значення. Археологи знаходили рослину в гробницях II–III тисячоліть до н. е. коло Тебів. Згадки про цю рослину є в Геродотових, Теофрастових і Плінієвих працях.
В Іспанію смикавець їстівний був завезений арабами в середньовіччі та культивується там в комерційних масштабах, найбільше в області Валенсія. В меншій мірі вона культивується в інших країнах Середземномор'я та в Ґані. Земляний мигдаль — культура мало розповсюджена, хоча має високу поживність та приємний смак.
Наприкінці XVIII століття земляний горіх потрапляє на терени Російської імперії, а відтак і нинішньої України. Рослина розповсюджувалась під назвою «сить», «зимовник». Теперішні назви «смикавець їстівний», «земляний мигдаль», «чуфа»), «цибора їдна», «чиберка» (походить від латинського «циперус»). У СРСР до «кукурудзяної революції» вона входила до державної сільськогосподарської програми.
Синоніми
- Chlorocyperus aureus (K.Richt.) Palla ex Kneuck.
- Chlorocyperus phymatodes (Muhl.) Palla
- Cyperus aureus Ten. nom. illeg.
- Cyperus aureus (L.) Nyman
- Cyperus bahiensis Steud.
- Cyperus buchananii Boeckeler
- Cyperus callistus Ridl.
- Cyperus chrysostachys Boeckeler
- Cyperus chrysostachyus Boeck.
- Cyperus cubensis Steud.
- Cyperus damiettensis A.Dietr.
- Cyperus fresenii Steud.
- Cyperus fulvescens Liebm.
- Cyperus gracilescens Schult.
- Cyperus gracilis Link nom. illeg.
- Cyperus heermannii Buckley
- Cyperus helodes Schrad. ex Nees
- Cyperus hydra Kunth nom. illeg.
- Cyperus lutescens Torr. & Hook.
- Cyperus melanorhizus Delile
- Cyperus nervosus Bertol.
- Cyperus officinalis T.Nees
- Cyperus pallidus Savi nom. illeg.
- Cyperus phymatodes Muhl.
- Cyperus repens Elliott
- Cyperus ruficomus Buckley
- Cyperus scirpoides R.Br. nom. illeg.
- Cyperus sieberianus Link
- Cyperus tenoreanus Schult.
- Cyperus tenorei C.Presl
- Cyperus tenorianus Roem. & Schult.
- Cyperus tuberosus Pursh nom. illeg.
- Cyperus variabilis Salzm. ex Steud.
- Pterocyperus esculentus (L.) Opiz
- Pycreus esculentus (L.) Hayek

## Ботанічний опис
Багаторічна рослина (в культурі вирощують як однорічну) заввишки 30–90 см. Бульби смикавцю містять 20–27 % жирів, 15–20 % цукрози, 25–30 % крохмалистих речовин. Їх можна їсти сирими або смаженими, підсмажені бульбочки — як замінник кави. У кондитерській промисловості бульби використовують як замінник солодкого мигдалю. Олія з неї нагадує смаком прованську (сорт маслинової олії).
Коренева система добре розвинута, з багатьма тонкими кореневищами, на яких утворюється велика кількість (за сприятливих умов до тисячі) невеличких довгастих бульбочок довжиною до 3 см та шириною 0,5–1 см. Забарвлення бульбочок від світло- до темно-коричневого з жовтавим або рожевим відтінком. На поверхні є 3–6 поперечних борозен. М'якуш білий, солодкий на смак, консистенція тверда, хрумка
Тонкі прямі, тригранні в перерізі куці стебла, ростуть від бульбочок, мають численність пучки лінійних грубих листків шириною 3–10 мм.
Квіти дрібні, непримітні, двостатеві, зібрані в зонтичні суцвіття, запилюються вітром. В помірних широтах смикавець нормально росте й утворює бульбочки, але не квітне.
Смикавець невибагливий до ґрунту, але дає ліпший врожай на родючих пухких ґрунтах, надає перевагу сонячним місцям та помірному поливу, на перезволоженому ґрунті росте гірше.

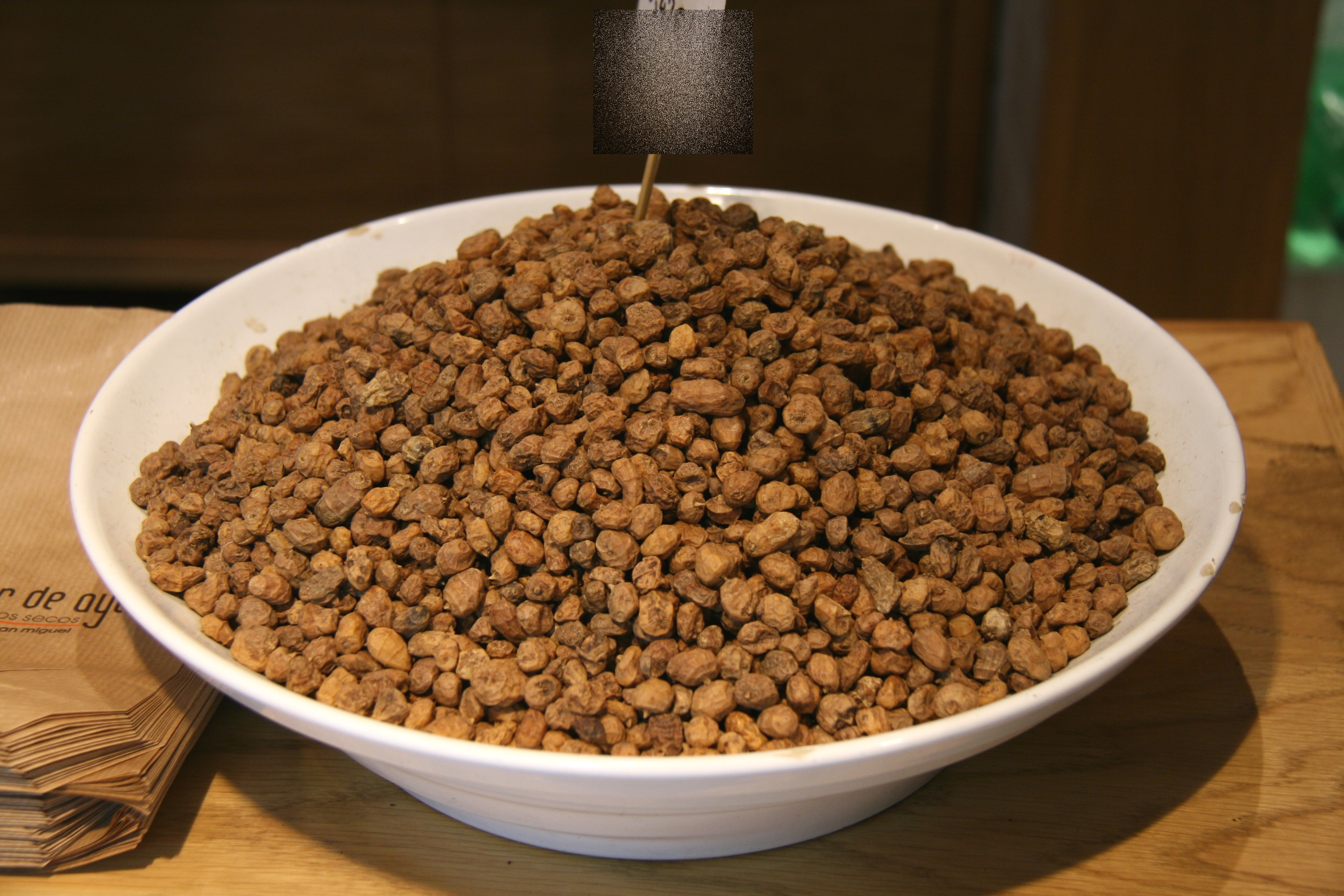
Тарілка з бульбочками земляного мигдалю

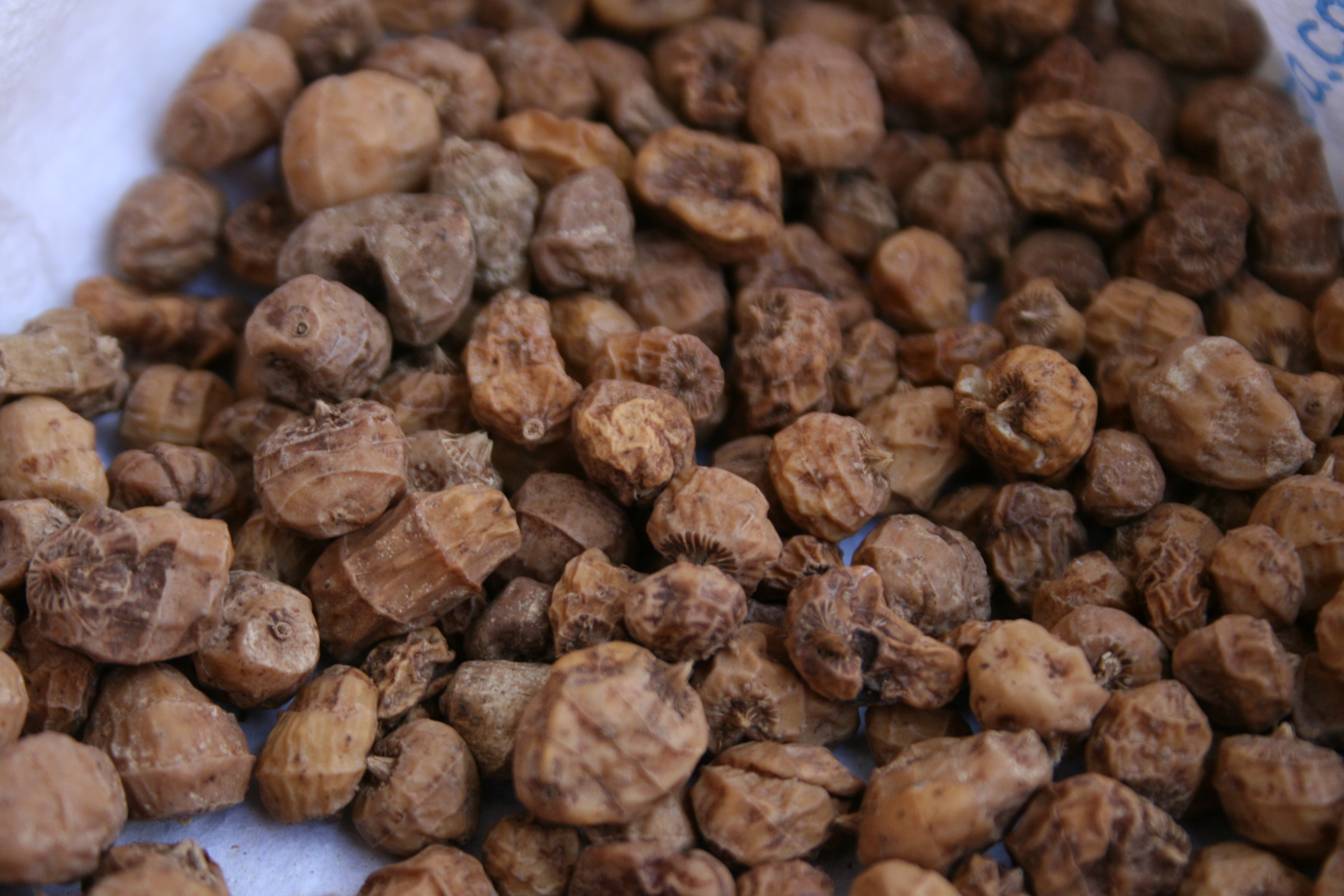
Бульбочки смикавцю їстівного великим планом

## Харчове використання
Бульбочки смикавцю їстівні, вони мають 17–25 % жирів, близько 20 % крохмалю, до 4 % білку і до 28 % цукру та мають характерний солодкуватий горіховий присмак.
Їх вживають у їжу як у сирому, так і в підсмаженому стані. Оскільки бульбочки доволі тверді, рекомендується замочувати їх у воді перед вживанням. Подрібнені бульбочки додають до кондитерських виробів, роблять халву. В Іспанії з них готують солодкий прохолодний напій — орчату. Підсмажені подрібнені бульбочки використовують як замінник кави.
Олія з бульбочок смикавцю за хімічним складом наближена до маслинової олії. Вона не висихає, густіє при окисленні, золотавого кольору і приємного смаку. Використовується при виготовленні кондитерських виробів і як столова олія. Також застосовується при виготовленні високоякісного мила.
Зелень чуфи доволі декоративна, її можна вирощувати на клумбах або в якості бордюрної рослини. Сушене листя використовують як наповнювач до подушок при неспокійному сні.